# Echinohelea
Echinohelea is een geslacht van stekende muggen uit de familie van de knutten (Ceratopogonidae).

## Soorten
- E. lanei Wirth, 1951